# Bolesław Bujak
Bolesław Bujak (ur. 3 listopada 1957 w Brzezinach) – polski polityk, samorządowiec, poseł na Sejm IV kadencji.

## Życiorys
Ukończył studia na Wydziale Prawa i Administracji Uniwersytetu Marii Curie-Skłodowskiej w Lublinie (filia w Rzeszowie). Działał w ZSL, następnie przystąpił do PSL. W latach 1992–1994 pełnił funkcję wójta gminy Wielopole Skrzyńskie, następnie do 2001 burmistrza Ropczyc.
Był posłem IV kadencji wybranym w okręgu rzeszowskim z listy Polskiego Stronnictwa Ludowego. W 2005 bez powodzenia ubiegał się o reelekcję. W 2006 ponownie został wybrany na urząd burmistrza Ropczyc, a w 2010, 2014 i 2018 uzyskiwał reelekcję w pierwszej turze. W 2024 nie został ponownie wybrany, przegrywając w pierwszej turze z jedynym kontrkandydatem Kazimierzem Moskalem; uzyskał natomiast mandat radnego miejskiego.
Odznaczony Srebrnym (1999) i Złotym (2012) Krzyżem Zasługi.